# Sprintschwimmeuropameisterschaften 1993
| Sprintschwimmeuropameisterschaften 1993 | Sprintschwimmeuropameisterschaften 1993 |
| --------------------------------------- | --------------------------------------- |
| Veranstaltungsort                       | Gateshead                               |
| Teilnehmende Nationen                   |                                         |
| Teilnehmende Athleten                   |                                         |
| Entscheidungen                          | 14                                      |
| Eröffnung                               | 11. November 1993                       |
| Abschluss                               | 13. November 1993                       |

| Medaillenspiegel | Medaillenspiegel       | Medaillenspiegel | Medaillenspiegel | Medaillenspiegel | Medaillenspiegel |
| Platz            | Land                   | G                | S                | B                | Gesamt           |
| ---------------- | ---------------------- | ---------------- | ---------------- | ---------------- | ---------------- |
| 1                | Schweden               | 6                | 4                | 1                | 11               |
| 2                | Deutschland            | 5                | 5                | 7                | 17               |
| 3                | Russland               | 1                | 4                | 1                | 6                |
| 4                | Niederlande            | 1                | 1                | 0                | 2                |
| 5                | Spanien                | 1                | 0                | 0                | 1                |
| 6                | Vereinigtes Königreich | 0                | 1                | 2                | 3                |
| 7                | Estland                | 0                | 1                | 0                | 1                |
| 8                | Kroatien               | 0                | 0                | 1                | 1                |
| 11               | Kroatien               | 0                | 0                | 2                | 2                |

Die Sprinteuropameisterschaften 1993 im Schwimmen fanden vom 11. bis 13. November 1993 in Gateshead statt und wurden vom europäischen Schwimmverband LEN organisiert.
Nur über die 50-m- und 100-m-Strecken wurden Medaillen vergeben.

## Zeichenerklärung
- ER – Europarekord

## Schwimmen Männer

### 50 Meter Freistil
| Platz | Land        | Athlet           | Zeit     |
| ----- | ----------- | ---------------- | -------- |
| 1     | Schweden    | Joakim Holmquist | 00:22,26 |
| 2     | Deutschland | Silko Günzel     | 00:22,45 |
| 2     | Russland    | Wladimir Predkin | 00:22,45 |

### 50 m Schmetterling
| Platz | Land     | Athlet           | Zeit     |
| ----- | -------- | ---------------- | -------- |
| 1     | Spanien  | Carlos Sánchez   | 00:24,04 |
| 2     | Schweden | Jan Karlsson     | 00:24,19 |
| 3     | Russland | Wladimir Predkin | 00:24,32 |

### 50 m Rücken
| Platz | Land        | Athlet              | Zeit     |
| ----- | ----------- | ------------------- | -------- |
| 1     | Deutschland | Patrick Hermanspann | 00:25,76 |
| 2     | Deutschland | Tino Weber          | 00:25,78 |
| 3     | Schweden    | Zsolt Hegmegi       | 00:25,99 |

### 50 m Brust
| Platz | Land        | Athlet         | Zeit     |
| ----- | ----------- | -------------- | -------- |
| 1     | Russland    | Wassili Iwanow | 00:27,82 |
| 2     | Niederlande | Ron Dekker     | 00:27,89 |
| 3     | Deutschland | Mark Warnecke  | 00:28,03 |

### 100 m Lagen
| Platz | Land        | Athlet           | Zeit     |
| ----- | ----------- | ---------------- | -------- |
| 1     | Niederlande | Ron Dekker       | 00:55,51 |
| 2     | Estland     | Indrek Sei       | 00:55,88 |
| 3     | Deutschland | Christian Keller | 00:57,31 |

### Staffel 4 × 50 m Freistil
| Platz | Land        | Athleten                                                             | Zeit     |
| ----- | ----------- | -------------------------------------------------------------------- | -------- |
| 1     | Schweden    | - Christer Wallin - Pär Lindström - Joakim Holmquist - Zsolt Hegmegi | 01:28,80 |
| 2     | Deutschland | - Silko Günzel - Axel Hickmann - Torsten Spanneberg - Ingolf Rasch   | 01:28,88 |
| 3     | Kroatien    | - Miloš Milošević - Marijan Kanjer - Alen Loncar - Miroslav Vučetić  | 01:32,96 |

### Staffel 4 × 50 m Lagen
| Platz | Land        | Zeit                                                                    |          |
| ----- | ----------- | ----------------------------------------------------------------------- | -------- |
| 1     | Schweden    | - Zsolt Hegmegi - Peter Haraldsson - Jan Karlsson - Joakim Holmquist    | 01:39,80 |
| 2     | Russland    |                                                                         | 01:40,22 |
| 3     | Deutschland | - Patrick Hermanspann - Mark Warnecke - Dirk Vandenhirtz - Silko Günzel | 01:40,23 |

## Schwimmen Frauen

### 50 m Freistil
| Platz | Land        | Athlet          | Zeit     |
| ----- | ----------- | --------------- | -------- |
| 1     | Deutschland | Sandra Völker   | 00:25,55 |
| 2     | Schweden    | Linda Olofsson  | 00:25,56 |
| 3     | Deutschland | Annette Hadding | 00:25,79 |

### 50 m Schmetterling
| Platz | Land        | Athlet             | Zeit     |
| ----- | ----------- | ------------------ | -------- |
| 1     | Schweden    | Louise Karlsson    | 00:27,49 |
| 2     | Russland    | Swetlana Posdejewa | 00:27,88 |
| 3     | Deutschland | Julia Voitowitsch  | 00:27,91 |

### 50 m Rücken
| Platz | Land        | Athlet              | Zeit     |
| ----- | ----------- | ------------------- | -------- |
| 1     | Deutschland | Sandra Völker       | 00:28,26 |
| 2     | Russland    | Nina Schiwanewskaja | 00:28,71 |
| 3     | Deutschland | Andrea Kutz         | 00:29,32 |

### 50 m Brust
| Platz | Land        | Athlet         | Zeit     |
| ----- | ----------- | -------------- | -------- |
| 1     | Deutschland | Sylvia Gerasch | 00:31,57 |
| 2     | Deutschland | Peggy Hartung  | 00:31,89 |
| 2     | Deutschland | Karen Rake     | 00:31,89 |

### 100 m Lagen
| Platz | Land        | Athlet           | Zeit     |
| ----- | ----------- | ---------------- | -------- |
| 1     | Schweden    | Louise Karlsson  | 01:01,45 |
| 2     | Schweden    | Ulrika Jardfeldt | 01:02,74 |
| 3     | Deutschland | Sylvia Gerasch   | 01:03,12 |

### Staffel 4 × 50 m Freistil
| Platz | Land            | Zeit                                                                 |          |
| ----- | --------------- | -------------------------------------------------------------------- | -------- |
| 1     | Schweden        | - Ellenor Svensson - Linda Olofsson - Louise Karlsson - Susanne Lööv | 01:41,27 |
| 2     | Deutschland     | - Sandra Völker - Annette Hadding - Silvia Stahl - Anke Scholz       | 01:43,08 |
| 3     | Verein. Königr. |                                                                      | 01:46,04 |

### Staffel 4 × 50 m Lagen
| Platz | Land                   | Zeit                                                                   |          |
| ----- | ---------------------- | ---------------------------------------------------------------------- | -------- |
| 1     | Deutschland            | - Sandra Völker - Sylvia Gerasch - Julia Voitowitsch - Annette Hadding | 01:53,26 |
| 2     | Schweden               | - Ulrika Jardfeldt - Hanna Jaltner - Louise Karlsson - Linda Olofsson  | 01:53,74 |
| 3     | Vereinigtes Königreich |                                                                        | 01:57,13 |